# Сварочиша
Ману Сварочиша (санскр. svârocisha — «сияющий собственным блеском») — в индийской мифологии имя второго из четырнадцати Ману кальпы Швета-вараха («цикла белого вепря»).
Внук нимфы Варутини и гандхарва Кали. Его детьми считаются семь мудрецов — «риши».